# Més per Menorca
Més per Menorca (em catalão e oficialmente; em castelhano: Más por Menorca) é um partido político da Espanha, de âmbito regional da ilha de Minorca, nas Ilhas Baleares. Foi fundada em 2014, como uma coligação partidária entre o Partit Socialista de Menorca, Entesa per Menorca e Iniciativa Verds. 
Em 2017, anunciou que deixaria de ser uma coligação partidária para constituir-se como partido político.